# Landkreis Grafschaft Hohenstein

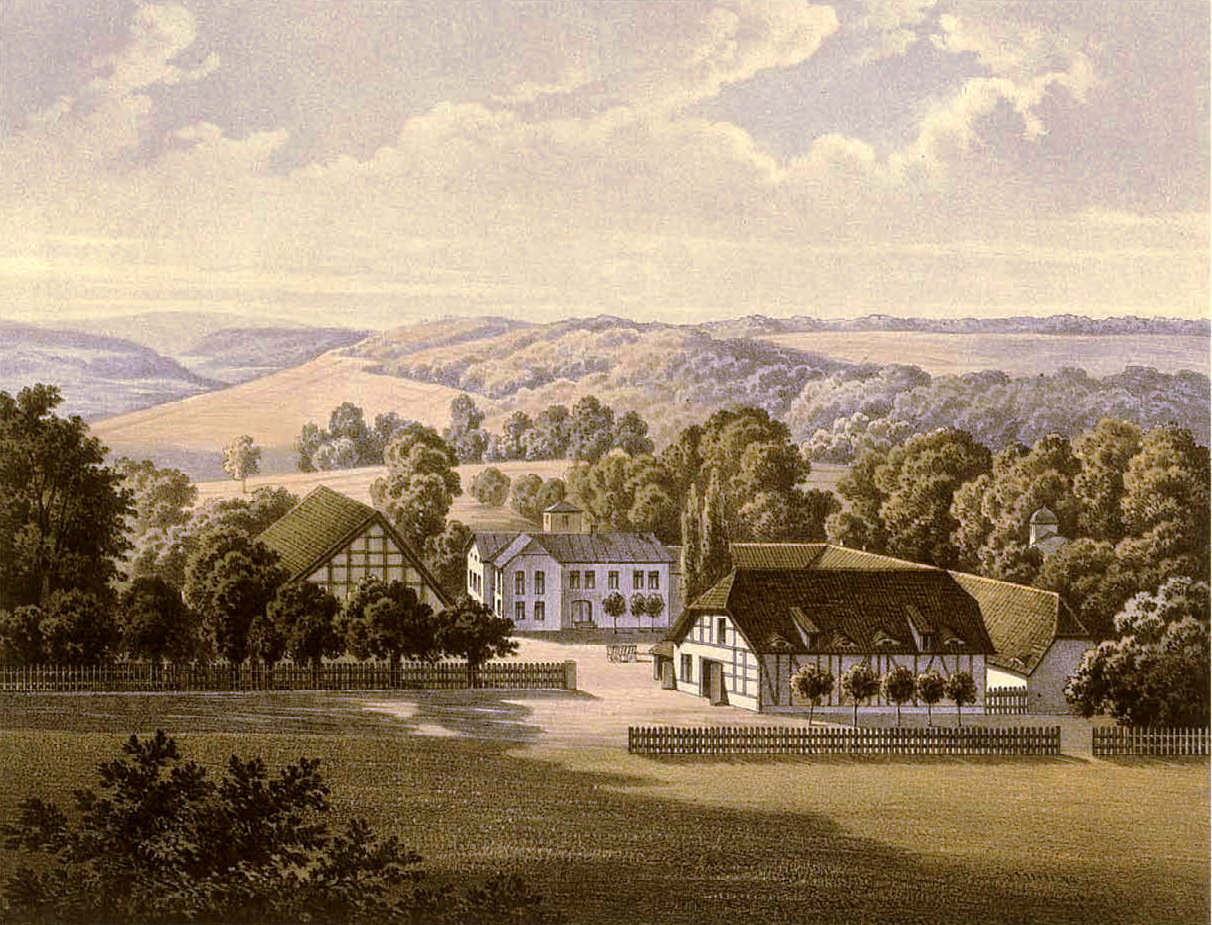
Rittergut Ascherode in der zweiten Hälfte des 19. Jahrhunderts

Der Landkreis Grafschaft Hohenstein, bis 1888 Kreis Nordhausen, war von 1816 bis 1945 ein Landkreis in der preußischen Provinz Sachsen und von 1945 bis 1952 als Landkreis Nordhausen im Land Thüringen der SBZ bzw. der DDR. Seine Kreisstadt Nordhausen gehörte dem Kreis von 1882 bis 1950 nicht an, da sie in der Zeit Stadtkreis war. Der überwiegende Teil des historischen Landkreises gehört zum heutigen Landkreis Nordhausen.

## Verwaltungsgeschichte

### Königreich Preußen
Im Rahmen der preußischen Verwaltungsreformen nach dem Wiener Kongress wurde zum 1. April 1816 der neue Kreis Nordhausen im Regierungsbezirk Erfurt in der Provinz Sachsen eingerichtet. Er umfasste die bereits seit 1648 preußische Grafschaft Hohnstein sowie die Stadt Nordhausen, die bis 1803 den Status einer Freien Reichsstadt besessen hatte.
Durch einen am 19. Juni 1816 in Berlin abgeschlossenen Staatsvertrag trat Schwarzburg-Rudolstadt das Dorf Wolkramshausen und das Vorwerk Utterode an Preußen und somit an den Kreis ab.

### Norddeutscher Bund / Deutsches Reich
Seit dem 1. Juli 1867 gehörte der Kreis zum Norddeutschen Bund und ab dem 1. Januar 1871 zum Deutschen Reich. Seit dem 1. April 1882 bildete die Stadt Nordhausen einen eigenen Stadtkreis, da sie die dazu erforderliche Zahl von 25.000 Einwohnern überschritten hatte.
Das Landratsamt blieb aber weiter in Nordhausen. Der Kreis trug nunmehr die Bezeichnung Landkreis. Am 8. August 1888 wurde der neue Name Kreis Grafschaft Hohenstein eingeführt, der auf die alte Grafschaft Hohnstein Bezug nahm.
Zum 30. September 1928 fand im Kreis Grafschaft Hohenstein wie auch im übrigen Freistaat Preußen eine Gebietsreform statt, bei der alle Gutsbezirke aufgelöst und benachbarten Landgemeinden zugeteilt wurden. Im Rahmen der preußischen Kreisreform vom 1. Oktober 1932 vergrößerte sich das Kreisgebiet durch die Eingliederung der Gemeinde Epschenrode aus dem Kreis Worbis sowie der Gemeinden des Amtes Hohnstein des aufgelösten Kreises Ilfeld aus der Provinz Hannover.
Nach der Auflösung der Provinz Sachsen zum 1. Juli 1944 gehörte der Kreis zwar weiter zu Preußen, war aber nunmehr – in Angleichung an die Reichsverteidigungsbezirke – der Verwaltung des Reichsstatthalters für Thüringen in Weimar unterstellt. Im April 1945 wurde das Kreisgebiet zunächst durch die US-Armee besetzt, dann aber Teil des Landes Thüringen in der Sowjetischen Besatzungszone.

### SBZ / DDR
Die Stadt Bad Sachsa und die Gemeinde Tettenborn wurden im Rahmen des Gebietstauschs 1945 im Harz zum 1. September 1945 in den Landkreis Osterode am Harz in der Britischen Besatzungszone umgegliedert. Auf Verordnung des Präsidenten des Landes Thüringen wurde der Landkreis Grafschaft Hohenstein mit Wirkung vom 19. Oktober 1945 in Landkreis Nordhausen umbenannt.
Am 10. Juni 1946 wurde die Gemeinde Kraja aus dem Landkreis Eichsfeld in den Landkreis Nordhausen umgegliedert. Am 30. September 1946 wechselten auch die Gemeinden Bernterode, Bischofferode, Bockelnhagen, Breitenworbis, Deuna, Gerterode, Großbodungen, Hauröden, Haynrode, Holungen, Hüpstedt, Jützenbach, Neustadt, Niederorschel, Rüdigershagen, Silkerode, Vollenborn, Wallrode, Weißenborn-Lüderode, Zaunröden und Zwinge aus dem Landkreis Eichsfeld in den Landkreis Nordhausen.
Am 1. Juli 1950 wurde die Stadt Nordhausen in den Landkreis eingegliedert. Gleichzeitig wechselten die Gemeinden Großberndten und Kleinberndten in den Landkreis Sondershausen sowie die Gemeinden Hüpstedt und Zaunröden in den Landkreis Mühlhausen.
Die Verwaltungsreform in der DDR am 25. Juli 1952 führte zu weiteren Gebietsänderungen:
- Die Gemeinde Bösenrode kam zum Kreis Sangerhausen im neuen Bezirk Halle.
- Die Gemeinde Friedrichsrode kam zum Kreis Sondershausen.
- Die Stadt Benneckenstein (Harz) und die Gemeinde Sorge kamen zum Kreis Wernigerode im neuen Bezirk Magdeburg.
- Die Gemeinden Bernterode, Bischofferode, Bockelnhagen, Breitenworbis, Buhla, Epschenrode, Gerterode, Großbodungen, Hauröden, Haynrode, Holungen, Jützenbach, Neustadt, Silkerode, Stöckey, Werningerode, Wallrode, Weißenborn-Lüderode und Zwinge kamen zum Kreis Worbis.
- Die verbleibenden Gemeinden bildeten den Kreis Nordhausen, der wie auch die Kreise Sondershausen und Worbis dem neuen Bezirk Erfurt zugeordnet wurde.

## Einwohnerentwicklung
| Jahr | Einwohner | Quelle |
| ---- | --------- | ------ |
| 1816 | 38.070    | [ 9 ]  |
| 1843 | 51.457    | [ 10 ] |
| 1871 | 62.935    | [ 11 ] |
| 1890 | 41.990    | [ 12 ] |
| 1900 | 44.431    | [ 12 ] |
| 1910 | 50.012    | [ 12 ] |
| 1925 | 51.679    | [ 12 ] |
| 1933 | 67.600    | [ 12 ] |
| 1939 | 67.740    | [ 12 ] |
| 1946 | 110.910   | [ 13 ] |

Die Ergebnisse der Verbrauchergruppenstatistiken, die während des Zweiten Weltkriegs aus den Daten der Lebensmittelzuteilungen gewonnen wurden und 1953 vom Statistischen Bundesamt veröffentlicht wurden, zeigen für den Landkreis folgende Zahlen: In der am 8. Februar 1943 beginnenden "Zuteilungsperiode" 67.948 Kartenempfänger, darunter 5.070 "Gemeinschaftsverpflegte"; in der am 23. August 1943 beginnenden Periode bereits 86.783 bzw. 16.314; in der am 7. Februar 1944 beginnenden Periode 95.719 bzw. 25.547; in der am 21. August 1944 beginnenden 113.458 bzw. 44.602 und in der am 11. Dezember 1944 beginnenden 115.582 bzw. 38.968. Hierin spiegelt sich vor allem der Ausbau des KZ Mittelbau-Dora.

## Landräte
- 1816–1833 Friedrich Adrian von Arnstedt (1770–1833)
- 1834–1852 Karl von Byla (1806–1852)
- 1852–1892 Eduard Wiprecht von Davier (1818–1895)
- 1893–1917 Philipp Schaeper (1858–1926)
- 1917–1920 Rudolf von Pommer-Esche (1872–1952)
- 1920–1922 Otto Voss (1867–1935), SPD[15]
- 1922–1925 Albert Knodt (1884–1942)[16][17]
- 1925–1927 Wilhelm Köhne (1883–nach 1947), SPD
- 1927–1929 Horst W. Baerensprung (1893–1952), SPD
- 1929–1932 Johannes Kunzemann (1879–1942), SPD[18]
- 1932–1934 Gerhard Stumme (1889–1934), DNVP/NSDAP
- 1934 (kommissarisch) Heinz Sting (1904–1976), NSDAP
- 1934 (kommissarisch) Heinrich Keiser (1899–1957), NSDAP[19]
- 1934–1936 (kommissarisch) Otto Rose
- 1936–1945 Wolf von Wolffersdorff (1887–1945), NSDAP
- 1945–1946 Karl Schultes (1909–1982), KPD/SED
- 1946–1947 Hans Himmler (1890–1970), SED
- 1947–1949 Franz Rathfuchs (1912–1979), SED
- 1949–1951 Friedrich Giessner (1898–1976), SED
- 1951–1953 Thiele, SED

## Kommunalverfassung bis 1945
Der Landkreis gliederte sich in Städte, in Landgemeinden und – bis zu deren vollständiger Auflösung im Jahre 1928 – in Gutsbezirke. Mit Einführung des preußischen Gemeindeverfassungsgesetzes vom 15. Dezember 1933 sowie der Deutschen Gemeindeordnung vom 30. Januar 1935 wurde zum 1. April 1935 das Führerprinzip auf Gemeindeebene durchgesetzt. Eine neue Kreisverfassung wurde nicht mehr geschaffen; es galt weiterhin die Kreisordnung für die Provinzen Ost- und Westpreußen, Brandenburg, Pommern, Schlesien und Sachsen vom 19. März 1881.

## Gemeinden

### Stand 1939
Der Landkreis Grafschaft Hohenstein umfasste im Jahre 1939 vier Städte und 80 Gemeinden:
| - Appenrode 1 - Ascherode - Bad Sachsa, Stadt - Benneckenstein, Stadt - Bleicherode, Stadt - Bliedungen - Bösenrode 1 - Branderode - Buchholz 1 - Buhla - Crimderode 1 - Elende - Ellrich, Stadt - Epschenrode 2 - Etzelsrode - Friedrichslohra - Friedrichsrode - Gratzungen - Großberndten - Großwechsungen - Großwenden | - Großwerther - Gudersleben - Günzerode - Haferungen - Hainrode - Harzungen 1 - Herreden - Hesserode - Hochstedt - Hohnsteinsche Forst 1 - Holbach - Hörningen - Ilfeld 1 - Immenrode - Kehmstedt - Kleinberndten - Kleinbodungen - Kleinfurra - Kleinwechsungen - Kleinwenden - Kleinwerther | - Klettenberg - Leimbach 1 - Liebenrode - Limlingerode - Lipprechterode - Mackenrode - Mauderode - Mitteldorf - Mörbach - Neustadt/Harz 1 - Niedergebra - Niedersachswerfen 1 - Nohra - Oberdorf - Obergebra - Obersachswerfen - Osterode 1 - Petersdorf 1 - Pustleben - Pützlingen - Rehungen | - Rüdigsdorf 1 - Rüxleben - Salza - Schiedungen - Sollstedt - Sorge - Steigerthal 1 - Steinsee - Stöckey - Sülzhayn 1 - Tettenborn - Trebra - Urbach 1 - Werna 1 - Werningerode - Wernrode - Wiegersdorf 1 - Woffleben - Wolkramshausen - Wollersleben - Wülfingerode |

### Namensänderungen
- Sachsa → Bad Sachsa (1905)
- Benneckenstein  →  Benneckenstein (Harz) (nach 1920?)
- Crimderode → Krimderode (1948)